# Sporazum o pomorskoj granici između Sejšela i Tanzanije
Sporazum o pomorskoj granici između Sejšela i Tanzanije je ugovor iz 2002. između Sejšela i Tanzanije kojim se utvrđuje pomorska granica između dviju zemalja.
Sporazum je potpisan u Victoriji na Sejšelima 23. siječnja 2002. godine. Granica utvrđena tekstom ugovora relativno je kratka i duga je 17 nautičkih milja. Sastoji se od devet pravocrtnih pomorskih segmenata definiranih s deset pojedinačnih koordinatnih točaka. Preciznost ugovora je neuobičajena, s granicom definiranom na najbliža tri milimetra Zemljine površine (na četvrto decimalno mjesto jedne sekunde koordinata zemljopisne širine i dužine). Samo je još jedna morska granica definirana tako precizno — pomorska granica između Iraka i Kuvajta, koju je 1993. definirao Odbor Ujedinjenih naroda za demarkaciju granica. Dogovorena granica je približna ekvidistantna crta između dviju zemalja. Dvije zemlje su pregovarale o svojoj morskoj granici od 1989.
Ugovor je stupio na snagu danom potpisivanja. Puni naziv ugovora je Sporazum između Vlade Ujedinjene Republike Tanzanije i Vlade Republike Sejšeli o razgraničenju pomorske granice isključivog gospodarskog pojasa i epikontinentalnog pojasa .